# Młynik (województwo pomorskie)
Młynik – mała osada kociewska w Polsce położona w województwie pomorskim, w powiecie tczewskim, w gminie Pelplin.
W latach 1975–1998 miejscowość administracyjnie należała do województwa gdańskiego.
Na terenie osady znajduje się grodzisko.
Inne miejscowości o nazwie Młynik: Młynik